# Đảo Patos

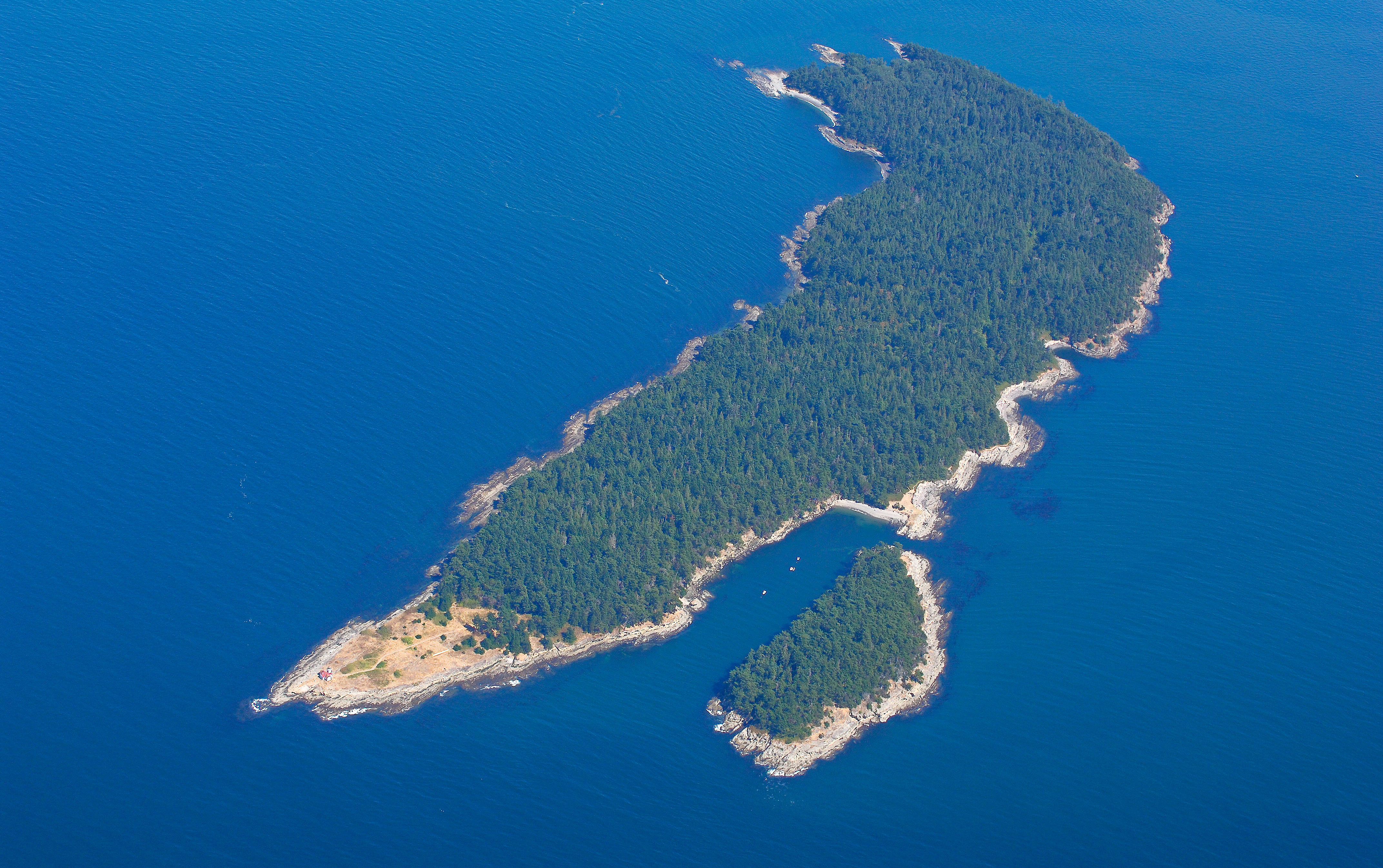
Đảo Patos và đảo Little Patos

Đảo Patos là một hòn đảo nhỏ, thuộc quần đảo San Juan, tiểu bang Washington, Hoa Kỳ. Từ năm 1893, trên đảo được xây dựng ngọn hải đăng tên là hải đăng đảo Patos, làm nhiệm vụ hướng dẫn tàu bè qua lại giữa eo biển Boundary (Canada và Hoa Kỳ). Đảo có tổng diện tích 207 mẫu Anh (0,84 km2).